# Christian Kühn (Schauspieler)
Christian Kühn (* 8. Juni 1982 in Karl-Marx-Stadt) ist ein deutscher Schauspieler, Autor, Regisseur, Komiker und Theaterintendant.

## Leben
Kühn gründete bereits zu Schulzeiten das Comedy-Duo „Die Ruhmkugeln“. Er legte 2001 das Abitur ab. Von 2000 bis 2003 nahm er am Musicalunterricht im „Studio WM“ in Chemnitz teil. Erste Bühnenerfahrungen sammelte er 2001 am Theater Chemnitz in den Musicalaufführungen Fame – Der Weg zum Ruhm und The Rocky Horror Picture Show, bei denen er zum Gesang- und Tanzensemble gehörte. Von 2003 bis 2005 erhielt er Gesangsunterricht bei Christian Alexander Müller in Essen. 
Von 2003 bis 2006 absolvierte er eine Schauspielausbildung an der Theaterakademie Vorpommern in Zinnowitz. Szenischen Unterricht hatte er dort unter anderem bei Friedo Solter und Swentja Krumscheidt.
Er hatte Festengagements und Gastverträge an der Vorpommerschen Landesbühne (2004–2006), am Theater St. Gallen (2007), am Anhaltischen Theater in Dessau (2007), an der Komödie Berlin (2009) und an der Komödie Dresden (2006–2011). 
Zu seinen Bühnenrollen gehörten unter anderem: Maler Kissling in Pension Schöller (2004, Vorpommersche Landesbühne), Major Crampas in einer Bühnenfassung von Effi Briest (2005, Vorpommersche Landesbühne), die Titelrolle in Der aufhaltsame Aufstieg des Arturo Ui (2005/2006, Vorpommersche Landesbühne), Truffaldino in Der Diener zweier Herren (2005/2006, Vorpommersche Landesbühne), Mortimer Brewster in Arsen und Spitzenhäubchen (2006, Vorpommersche Landesbühne), Prinz von Marokko in Der Kaufmann von Venedig (2007, Stadttheater St. Gallen; Regie: Joshua Sobol), Nick in Goldfischen von Jan Neumann (2007, Anhaltisches Theater Dessau), Peter Stutz in der musikalischen Komödie Die wilde Auguste von Walter Kollo (2008, Komödie Dresden), Heinrich in dem Schwank Die (s)panische Fliege von Franz Arnold und Ernst Bach (2009, Komödie Berlin/Komödie Dresden) und Alfred Klapproth in Pension Schöller (2011, Komödie Dresden). 2011 verkörperte er mehrere Rollen in der Theaterfassung von Rentner haben niemals Zeit.
Daneben trat Kühn seit 2003 mit eigenen Soloprogrammen im Bereich Kabarett und Comedy auf.
Seit 2012 ist Kühn Intendant der Comödie Dresden. Er lebt in Dresden-Neustadt.

## Werke
- Zickenzirkus (Komödie, Premiere Theaterschiff Lübeck am 5. April 2018)
- Der Wanderer über dem Nebelmeer (Musical, Premiere Comödie Dresden auf Schloss Übigau am 11. Juli 2025)